# Ponteyraud
Ponteyraud – miejscowość i dawna gmina we Francji, w regionie Nowa Akwitania, w departamencie Dordogne. W 2013 populacja gminy wynosiła 49 mieszkańców. 
1 stycznia 2017 roku z połączenia gmin La Jemaye oraz Ponteyraud utworzono nową gminę La Jemaye-Ponteyraud. Siedzibą gminy została miejscowość La Jemaye. 